# Trophée des champions 2013 (handball)
Navigation
Trophée des champions 2012 Trophée des champions 2014
Le Trophée des champions 2013 est la quatrième édition du Trophée des champions, compétition française de handball organisée par la Ligue nationale de handball. La compétition est organisée à Sousse en Tunisie et se déroule les 7 et 8 septembre 2013.
C'est le Chambéry Savoie Handball qui s'impose dans cette édition, remportant ainsi son premier titre depuis onze ans et la coupe de la Ligue 2001-2002.

## Équipes engagées
Quatre équipes participent à cette compétition :
- le Paris Saint-Germain Handball, champion de France 2012-2013 ;
- le Montpellier AHB, vainqueur de la Coupe de France 2012-2013 ;
- le Dunkerque HBGL, vainqueur de la Coupe de la Ligue 2012-2013 et tenant du titre ;
- le Chambéry Savoie Handball, quatrième du championnat de France 2012-2013.

## Effectif du Montpellier AHB
Quelques jours avant le match, la Commission nationale d’aide et de contrôle de gestion (CNACG) étudie le budget prévisionnel du Montpellier AHB et constate un dépassement de la masse salariale, lié à un manque de garantie concernant les sponsors. Pour cette raison, la CNACG décide de ne pas homologuer quatre des nouveaux contrats du club : Diego Simonet, Arnaud Siffert (recrues), Antoine Gutfreund (néo-pro) et Wissem Hmam (prolongation). Pour protester contre cette décision, les Héraultais décident de boycotter partiellement le Trophée des champions et n’envoient en Tunisie que l'équipe réserve et les jeunes du centre de formation, complété de Mathieu Grébille. Dès lors, cet effectif rajeuni explique en partie les deux larges revers du club, concédant notamment sa plus lourde défaite en match officiel de son histoire face au Paris Saint-Germain Handball (27-45).

## Résultats

### Demi-finales
| 7 septembre 2013 15h15 | Dunkerque HGL   | 32 – 23   | Montpellier AHB      | Sousse, Tunisie |
| 7 septembre 2013 15h15 | Julian Emonet 6 | (15 – 12) | Baptiste Bonnefond 8 | Sousse, Tunisie |
| 7 septembre 2013 15h15 | Rapport         |           |                      | Sousse, Tunisie |

| 7 septembre 2013 17h30 | Paris Saint-Germain Handball    | 31 – 32 (tab)      | Chambéry Savoie Handball | Sousse, Tunisie |
| 7 septembre 2013 17h30 | Mikkel Hansen, Fahrudin Melić 6 | (13 – 13, 28 – 28) | Cédric Paty 8            | Sousse, Tunisie |
| 7 septembre 2013 17h30 | Tab : 4 – 5                     |                    |                          | Sousse, Tunisie |
| 7 septembre 2013 17h30 | Rapport                         |                    |                          | Sousse, Tunisie |

### Match pour la troisième place
| 8 septembre 2013 13h45 | Montpellier AHB      | 27 – 45   | Paris Saint-Germain Handball | Sousse, Tunisie Arbitrage : Jean-Pierre Moréno, Michel Serrano |
| 8 septembre 2013 13h45 | Baptiste Bonnefond 9 | (14 – 20) | Fahrudin Melić 16            | Sousse, Tunisie Arbitrage : Jean-Pierre Moréno, Michel Serrano |
| 8 septembre 2013 13h45 | Rapport              |           |                              | Sousse, Tunisie Arbitrage : Jean-Pierre Moréno, Michel Serrano |

- Montpellier : Menard (8 arrêts), Bellahcene (2 arrêts); Cavalière, Anquetil 2, Zerbib 4, Grébille 8, Branco, Lejonc, Saidani 1, Bouschet, Bonnefond 9, Faustin , Villeminot 3, Boukheda
- Paris : Sierra (5 arrêt), Annonay (7 arrêts); Melic 16, Hallgrimsson 3, Czaszar 8, Garcia 2, Vori 2, Gojun , Gunnarsson 6, Hansen, Narcisse, Honrubia 2, Kopljar 4, M’Tima 2

### Finale
| 8 septembre 2013 16h15 | Dunkerque HGL      | 21 – 23   | Chambéry Savoie Handball | Sousse, Tunisie Arbitrage : Thierry Dentz, Denis Reibel |
| 8 septembre 2013 16h15 | Espen Lie Hansen 6 | (13 – 11) | Edin Bašić 9             | Sousse, Tunisie Arbitrage : Thierry Dentz, Denis Reibel |
| 8 septembre 2013 16h15 | Rapport            |           |                          | Sousse, Tunisie Arbitrage : Thierry Dentz, Denis Reibel |

- Dunkerque : Gérard (2 arrêts), Annotel (10 arrêts); Afgour 1, Lamon 2, Touati 4, Causse, Soudry 2, Emonet, Guillard, Joli, Mokrani 3, Butto 5, Lie Hansen 6
- Chambéry : Dumoulin (10 arrêts), Diot (3 arrêts); Traoré 4, Tritta, Nyokas 3, Blanc, Panic 3, Gille Ben., Basic 9, Paturel, Marroux G. 1, Detrez 1

## Vainqueur
| Vainqueur du Trophée des champions 2013 Chambéry Savoie Handball 1re victoire |